# サイバー防護隊
サイバー防護隊（サイバーぼうごたい、Cyber Protection Unit）は、東京都新宿区の市ヶ谷駐屯地に駐屯する陸上自衛隊システム通信団隷下のシステム通信科部隊である。

## 概要
陸上自衛隊の電算機システムをサイバー攻撃から防護することおよびサイバー関連情報に関する調査研究を主たる任務とする。2000年（平成12年）に発生した中央省庁ホームページ改竄事案を機に設立された部隊であり、陸上自衛隊におけるSOCに相当する。
2021年（令和3年）3月18日付をもってシステム防護隊から改編され、西部方面システム通信群隷下の第301システム防護隊と東部方面システム通信群隷下の第302システム防護隊を隷下に編合し、2022年（令和4年）3月から2024年（令和6年）3月までの3ヵ年をかけて北部、東北、中部方面隊システム防護隊を隷下に編成した（後述の沿革節を参照）。

## 沿革
- 2001年（平成13年）1月：e-japan戦略における防衛庁（当時）の施策として陸上自衛隊通信団内にサイバーテロ対処部隊を編成することを決定。

システム防護技術隊
- 2003年（平成15年）3月27日：準備組織としてシステム防護技術隊を市ヶ谷駐屯地に編成し、通信団に編合。

システム防護隊
- 2005年（平成17年）3月28日：システム防護技術隊（市ヶ谷駐屯地）をシステム防護隊に改編。

サイバー防護隊
- 2021年（令和03年）3月18日：部隊改編。

1. システム防護隊（市ヶ谷駐屯地）をサイバー防護隊に称号変更[3][4]。
2. 西部方面システム通信群隷下の第301システム防護隊（健軍駐屯地）と東部方面システム通信群隷下の第302システム防護隊（朝霞駐屯地）をサイバー防護隊隷下に編合[1]。

- 2022年（令和04年）3月17日：第303システム防護隊を伊丹駐屯地に新編し、サイバー防護隊隷下に編合[5][6]。
- 2023年（令和05年）頃：第304システム防護隊を札幌駐屯地に新編し、サイバー防護隊隷下に編合[7]。
- 2024年（令和06年）3月21日：第305システム防護隊を仙台駐屯地に新編し、サイバー防護隊隷下に編合[7]。

## 部隊編成
特記ないものは市ヶ谷駐屯地に所在している。
- サイバー防護隊本部
- 技術隊
- 第301システム防護隊（健軍駐屯地）
- 第302システム防護隊（朝霞駐屯地）
- 第303システム防護隊（伊丹駐屯地）
- 第304システム防護隊（札幌駐屯地）
- 第305システム防護隊（仙台駐屯地）

## 主要幹部
| 職名             | 階級    | 氏名     | 補職発令日     | 前職         |
| ---------------- | ------- | -------- | -------------- | ------------ |
| サイバー防護隊長 | 1等陸佐 | 門田宏光 | 2023年12月22日 | 電子作戦隊長 |

| 代                                    | 氏名                                  | 在任期間                              | 前職                                             | 後職                                                                                             |
| システム防護技術隊長（1等陸佐（三）） | システム防護技術隊長（1等陸佐（三）） | システム防護技術隊長（1等陸佐（三）） | システム防護技術隊長（1等陸佐（三））            | システム防護技術隊長（1等陸佐（三））                                                            |
| ------------------------------------- | ------------------------------------- | ------------------------------------- | ------------------------------------------------ | ------------------------------------------------------------------------------------------------ |
| 01                                    | 伊藤豊                                | 2003.3.27 - 2005.3.27                 | 通信保全監査隊監査隊長                           | 陸上自衛隊関東補給処情報処理部長                                                                 |
| システム防護隊長（1等陸佐（二））     |                                       |                                       |                                                  |                                                                                                  |
| 01                                    | 伊東寛                                | 2005.3.28 - 2007.3.31                 | 第1電子隊長                                      | 退職                                                                                             |
| 02                                    | 鈴木勉                                | 2007.4.1 - 2009.3.31                  | 技術研究本部技術開発官（陸上担当）付 第6開発室長 | 装備実験隊副隊長                                                                                 |
| 03                                    | 武藤吉昭                              | 2009.4.1 - 2011.8.1                   | 陸上自衛隊開発実験団本部計画科長                 | 退職・陸将補                                                                                     |
| 04                                    | 蔦末真                                | 2011.8.1 - 2014.3.22                  | 東北方面通信群長                                 | 陸上自衛隊研究本部主任研究開発官                                                                 |
| 05                                    | 大澤満                                | 2014.3.23 - 2016.7.31                 | 陸上幕僚監部装備部通信電子課電計班長             | 統合幕僚監部指揮通信システム部 指揮通信システム運用課 コンピュータ・システム共通運用基盤管理室長 |
| 06                                    | 田川信好                              | 2016.8.1 - 2018.7.31                  | 陸上自衛隊研究本部主任研究開発官                 | 陸上自衛隊開発実験団本部評価科長                                                                 |
| 07                                    | 平田高志                              | 2018.8.1 - 2020.12.21                 | 陸上自衛隊教育訓練研究本部主任研究開発官         | 統合幕僚監部指揮通信システム部 指揮通信システム企画課 指揮通信システム開発室長                   |
| 08                                    | 西田貴之                              | 2020.12.22 - 2021.3.17                | 陸上幕僚監部防衛部防衛課勤務                     | サイバー防護隊長                                                                                 |
| サイバー防護隊長（1等陸佐（二））     |                                       |                                       |                                                  |                                                                                                  |
| 01                                    | 西田貴之                              | 2021.3.18 - 2023.12.21                | システム防護隊長                                 | 陸上自衛隊開発実験団本部計画科長                                                                 |
| 02                                    | 門田宏光                              | 2023.12.22 -                          | 電子作戦隊長                                     |                                                                                                  |